# Carlos Aldunate Lyon

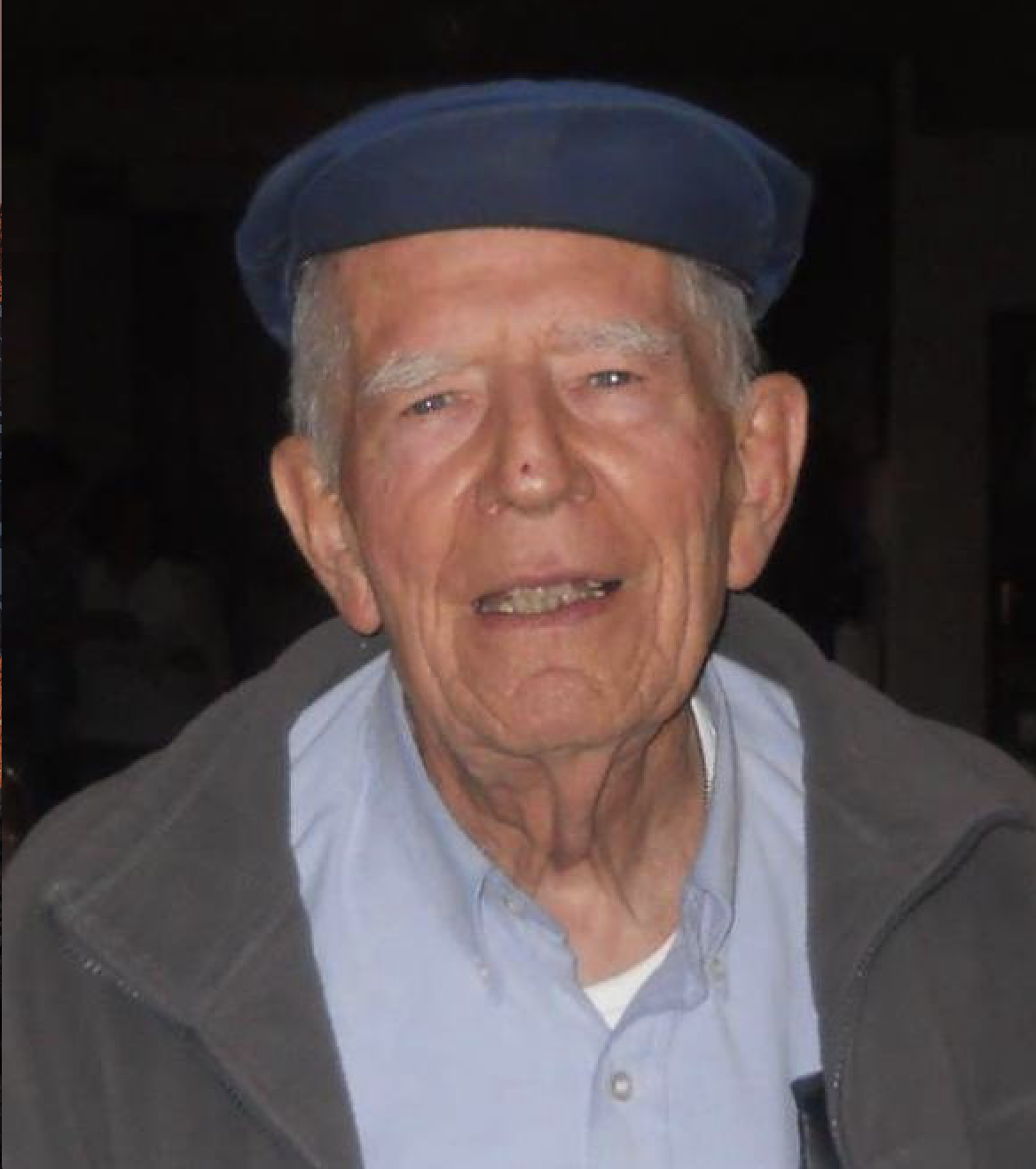
Carlos Aldunate Lyon

Carlos Aldunate Lyon SJ (* 16. Mai 1916 in Santiago de Chile; † 18. Juli 2018 ebenda) war ein chilenischer römisch-katholischer Priester, Hochschullehrer und Autor.

## Leben
Carlos Aldunate Lyon war eines von vier Kindern aus der Ehe von Carlos Aldunate Errázuriz und Adriana Lyon Lynch. Sein Bruder José (geb. 1917, in Chile allgemein als „El cura obrero“, der Arbeiterpriester, bekannt) ist ebenfalls Jesuit und Professor sowie bekannter chilenischer Menschenrechtler während der Diktatur von Augusto Pinochet. Aldunate war der Enkel von Carlos Aldunate Solar, einem Politiker und Präsidenten der konservativen Partido Conservador. 
Am 19. März 1940 trat Carlos Aldunate in das Noviziat der Gesellschaft Jesu in Chillán ein, studierte Philosophie und Theologie in Chile, Argentinien sowie Belgien und empfing am 23. Dezember 1944 in San Miguel, Argentinien, die Priesterweihe. 1948 wurde er in Philosophie an der Katholieke Universiteit Leuven in Belgien promoviert. 
Carlos Aldunate war zeitlebens im pädagogischen und geistlichen Apostolat seiner Ordensgemeinschaft engagiert und als Lehrer an verschiedenen Schulen tätig. Er war Rektor des Seminars der Jesuiten in Chile und der Jesuitenkollegien von Santiago, Antofagasta und Osorno. Einer seiner Studenten war 1960 Jorge Mario Bergoglio, der heutige Papst Franziskus, der ein Jahr in Chile im jesuitischen Juniorate studierte, das sich im heutigen Haus von Retiro Loyola in Padre Hurtado befindet.
Aldunate war Professor an der Päpstlichen Katholischen Universität von Valparaíso und der Katholischen Universität Nordchile in Antofagasta, dessen Rektor er von 1966 und 1968 war, sowie an der Päpstlichen Katholischen Universität von Chile. Bis ins hohe Alter von 96 Jahren war er als theologischer Lehrer und Seelsorger tätig. Seit 2013 lebte er in der Kommunität der Jesuiten in Santiago.
Er war in den 1970er Jahren einer der Hauptinitiatoren und offizieller Berater der Bewegung der Charismatischen Erneuerung in Chile.
Carlos Aldunate veröffentlichte zahlreiche Schriften, darunter auch Werke zur Metaphysik und über paranormale Phänomene.